# 범어고등학교 축구부
범어고등학교 축구부는 경상남도 양산시에 위치한 범어고등학교의 축구부이다. 범어고등학교가 운영하는 축구부로 2015년에 창단 되었다.

## 참고 문헌
- “KFA 통합경기정보 시스템”. 대한축구협회.

## 같이 보기
- 범어고등학교
- 민지